# 坂本真喜子
坂本 真喜子（さかもと まきこ、1985年11月20日 - ）は、日本の女子レスリング48kg級の元選手。青森県八戸市出身。陸上自衛官（3等陸曹）。女子レスリング51kg級の小原日登美は姉、また女子レスリング67kg級の坂本襟はいとこである。身長152cm。中京女子大学附属高等学校（現・至学館高等学校） - 中京女子大学。山本美憂が2回以上対戦して一度も勝つことができなかった唯一の選手である。

## 経歴
2000年全国女子中学生選手権優勝などを経て、中京女子大学附属高校へ。2002年に全日本選手権48kg級で勝ち（以下同級）、2003年は世界選手権に出場して5位。アテネオリンピックは伊調千春との争いに敗れて逃したが、2005年世界選手権に出場して銅メダルを獲得。しかし、2006年と2007年の世界選手権の出場権を獲得することはできなかった。2008年の世界選手権で銅メダルを獲得した。
2010年、自衛隊のレスリング選手である清水博之と結婚を機に引退。